# Radovan (Kroatien)
Radovan war ein kroatischer Prinz aus der Trpimirović-Dynastie.
Radovan war der einzige Sohn des kroatischen Königs Dmitar Zvonimir und seiner Frau Jelena Lijepa aus dem ungarischen Herrschergeschlecht der Árpáden. Er hatte eine Schwester Klaudija.
Sein Vater soll der Sohn des slawonischen Bans Stjepan gewesen sein, ein Sohn von Svetoslav Suronja und Hicela, der Tochter des venezianischen Dogen Pietro II. Orseolo. Mütterlicherseits war er ein Enkel des ungarischen Königs Béla I. (1060–1063) und Neffe der ungarischen Könige Géza I. (1074–1077) und Ladislaus I. (1077–1095).
Die erste Erwähnung fand er anlässlich eines Treffens seiner Eltern mit dem päpstlichen Legaten Kardinal Petrus im Frühjahr 1078. 1083 ist er bezeugt, als sein Vater das Anwesen „Konjuština“ dem Erzbischof Lovra schenkte.
Radovan verstarb noch zu Lebzeiten seines Vaters Zvonimir, so dass die Herrschaft nach dessen Tod an den Neffen von König Peter Krešimir IV., Stjepan II., den letzten männlichen Vertreter der Trpimirović-Dynastie, fiel.
Laut einer Überlieferung soll Radovan die Insel Pag besucht haben, um sich von einer Lungenkrankheit heilen zu lassen.